# 고이케 죠타로
고이케 죠타로(일본어: 小池 城太朗, 1992년 3월 23일 ~ )는 일본의 배우이다.

## 약력
TV 드라마 '불타라!! 로보콘'에 구리하라 준 역으로 유명하다. 2007년 방송의 '24의 히토미' 이후 출연하지 않았다.

## 출연
- 불타라!! 로보콘 - 쿠리하라 쥰 역
- 울트라맨 코스모스